# INDロッカウェイ線
INDロッカウェイ線（英: IND Rockaway Line）は、ニューヨークのクイーンズ区で運行されているニューヨーク市地下鉄Bディビジョンの地下鉄路線である。INDフルトン・ストリート線からロッカウェイ・ブールバード駅で分岐し、ジャマイカ湾上を通ってロッカウェイへと至る。A系統の列車がこの路線を走り、ファー・ロッカウェイ-モット・アベニュー駅へ向かう側の支線を走る。またロッカウェイ・パーク・シャトルがブロード・チャンネル駅とロッカウェイ・パーク-ビーチ116丁目駅の間の支線を運行している。ラッシュ時のA系統の列車5本が、ロッカウェイ・パークとマンハッタンの間を直通運行している。

## 歴史と運行系統
| 系統           | 系統       | 区間                                                         | 区間                                                        |
|                | 時間帯     | アケダクト競馬場駅 ファー・ロッカウェイ-モット・アベニュー駅 | ブロード・チャンネル駅 ロッカウェイ・パーク-ビーチ116丁目駅 |
| -------------- | ---------- | ------------------------------------------------------------ | ----------------------------------------------------------- |
|                | ラッシュ時 | 運行                                                         | 運行                                                        |
| その他の時間帯 | 運行       | 運行なし                                                     |                                                             |
|                | 全時間帯   | 運行なし                                                     | 運行                                                        |

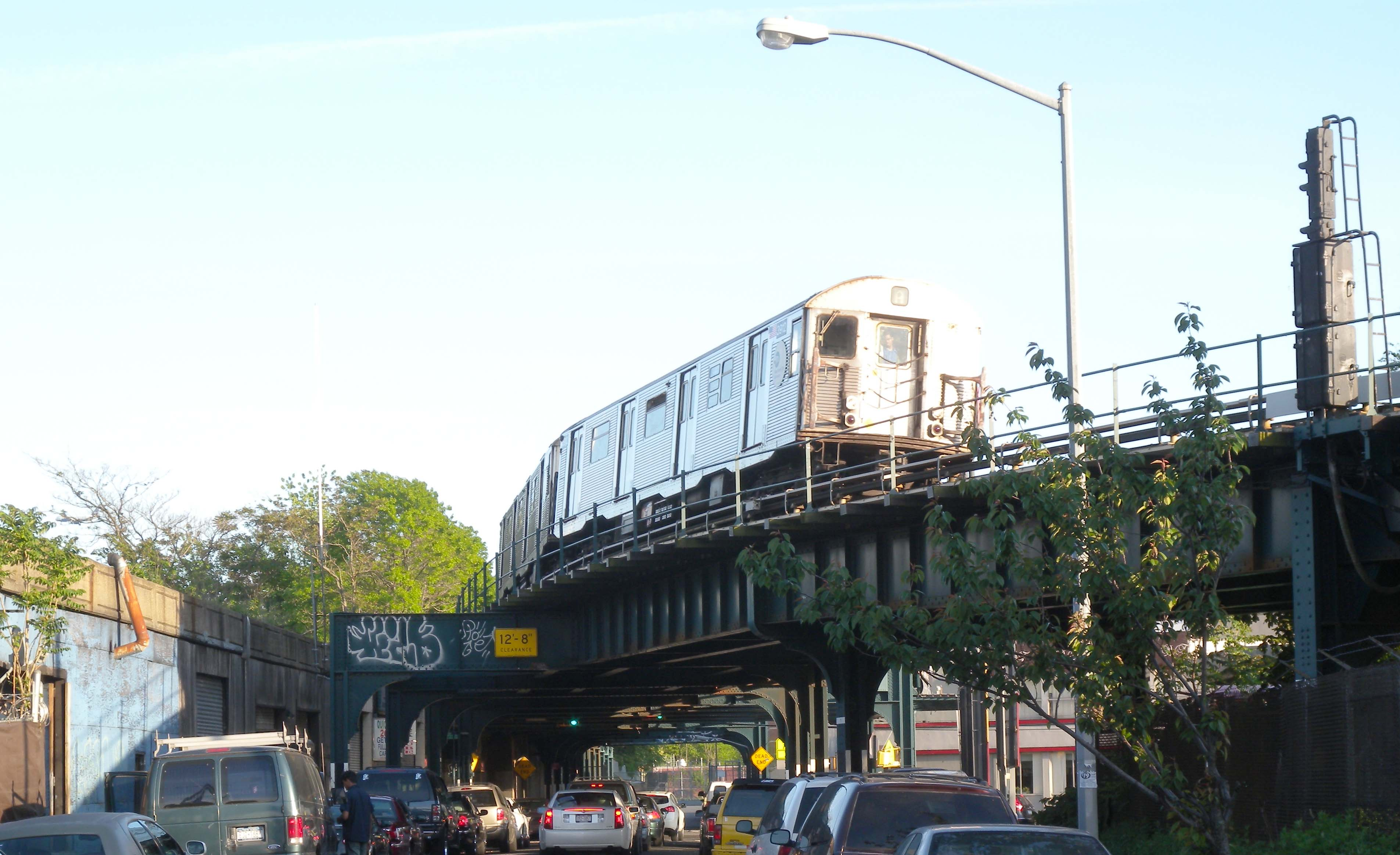
R32型で組成されたA系統の列車がINDロッカウェイ線からINDフルトン・ストリート線へと向かう

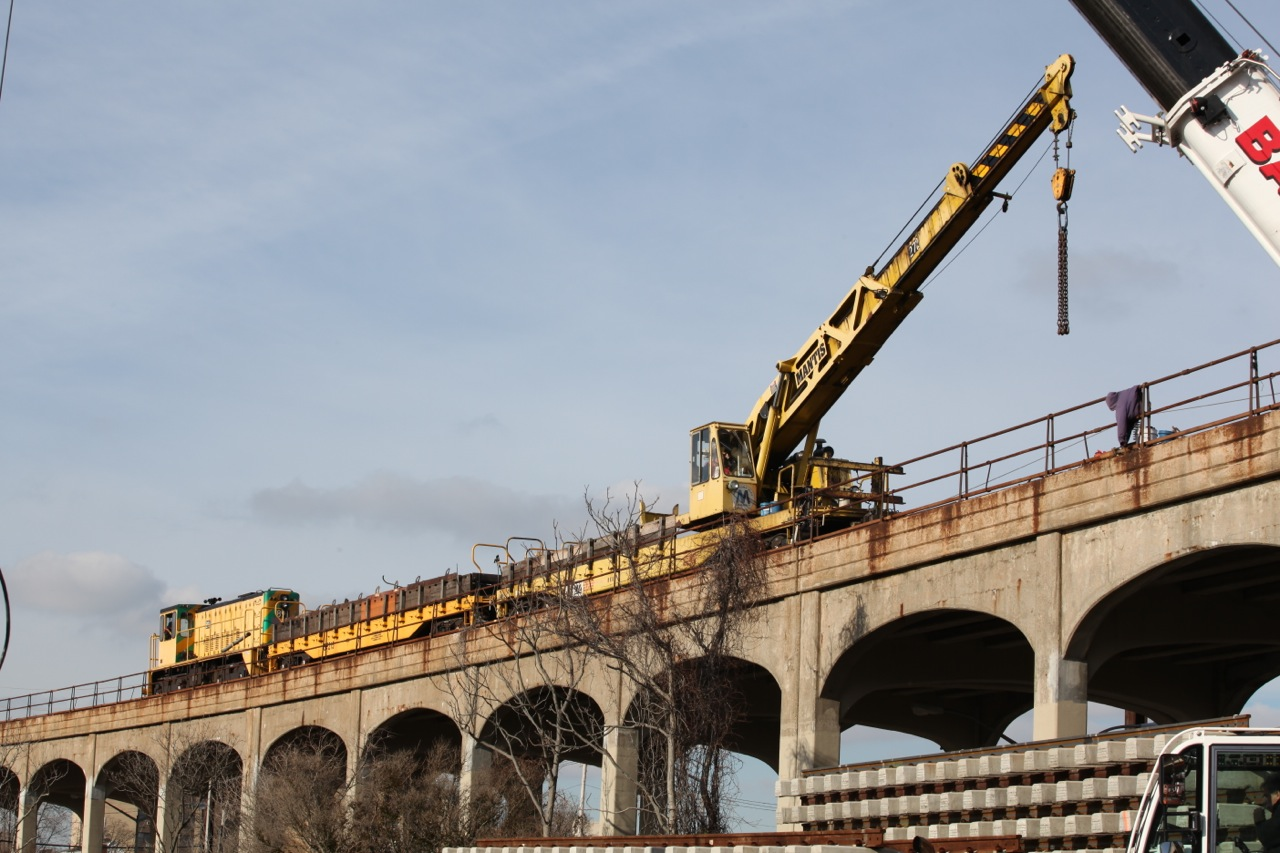
ビーチ60丁目駅での保守作業

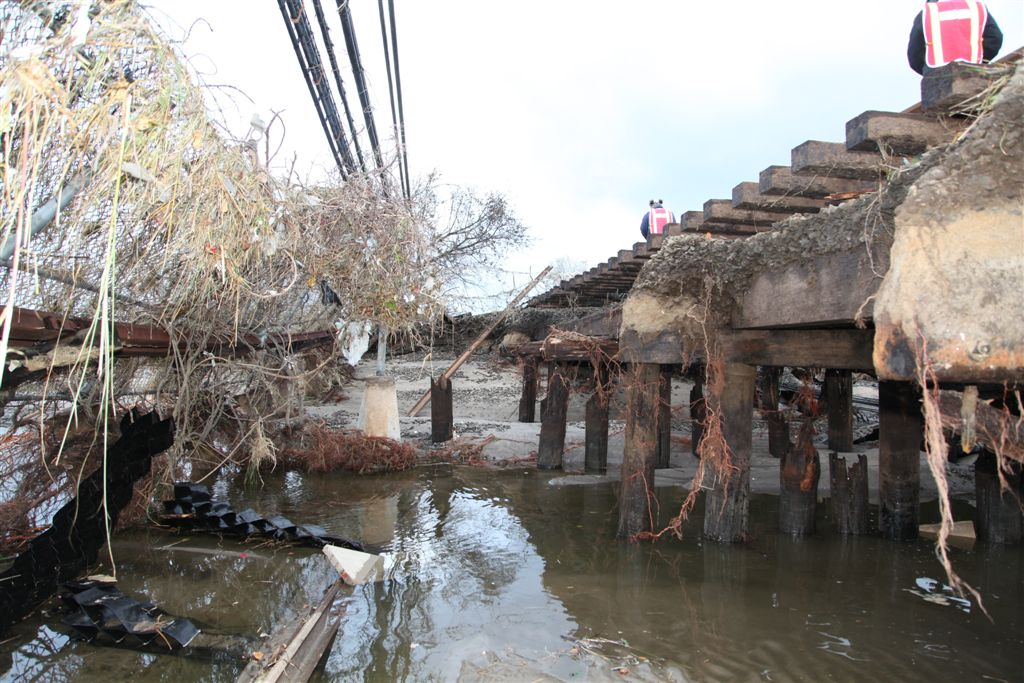
ハリケーン・サンディで流失した道床

ロッカウェイ線のほとんどの区間は、ニューヨーク・ウッドヘイブン・アンド・ロッカウェイ鉄道として運行されていた1880年代にさかのぼる。ファー・ロッカウェイ駅は1869年から、サウス・サイド・レールロード・オブ・ロング・アイランドの駅として営業していた。1892年にはロングアイランド鉄道のアトランティック支線からの列車がこの路線を運行するようになった。1890年代後半には、ブルックリン高架鉄道（後のブルックリン・ラピッド・トランジット）がブルックリンからの高架鉄道の列車をこの路線にビーチまで走らせる許可を得た。この路線の人気が高まるにつれて、ニューヨーク市はまもなくこの路線に注目するようになった。これに加えて、オーシャン電気鉄道がこの路線の一部を、ファー・ロッカウェイ支線とロッカウェイ支線の連絡線として利用するようになった。
1950年に、ザ・ローント駅とブロード・チャンネル駅の間で発生した大規模な線路火災事故により、ジャマイカ湾を横断するトレッスル橋が壊れ、結果としてこの路線はもはや役に立たなくなったことが決定づけられることになった。ロングアイランド鉄道は、ファー・ロッカウェイからナッソー郡の側を周る地上ルートを選ぶことにして、この路線を修理せずに廃止することにした。ニューヨーク市はこの路線を1955年に850万ドルで購入し、地下鉄で利用するための改造工事にさらに4750万ドルを費やしたが、これは1920年代末から計画されてきたことであった。地下鉄路線への改造工事の一環として、ジャマイカ湾の北水道と南水道を渡る2か所の新しい鉄橋が建設され、地下鉄用のトレッスル橋の路盤とするための2か所の人工島も建設された。
そしてこの路線はインディペンデント・サブウェイ・システム (IND) の一部となり、INDフルトン・ストリート線と接続された。路線上のすべての駅が1956年6月28日に開業したが、ファー・ロッカウェイ-モット・アベニュー駅のみ1958年1月16日の開業となった。ハワード・ビーチ-JFKエアポート駅とブロード・チャンネル駅の間のジャマイカ湾を渡る区間は、駅間距離が地下鉄網内で最長である。
ハワード・ビーチ駅より南では、かつては2倍の運賃が課されており、この区間で駅に入場する際にはトークンを2個入れる必要があり、また他の区間から来てこの区間で降りるときは出る際にも1個のトークンを入れる必要があった。この2倍の運賃は不評で、1975年に廃止された。
1993年にロッカウェイ線における大きなサービス向上が実施され、深夜帯にブルックリンやマンハッタンとファー・ロッカウェイ駅を結ぶ直通運転が始まった（ロッカウェイ・パーク駅へは直通は無い）。これ以前には、深夜帯にはユークリッド・アベニュー駅で乗り換えるシャトル列車しかなかった。依然としてロッカウェイ・パーク支線へは、ブロード・チャンネル駅で乗り換えるシャトル列車のみである。
1990年代末に、ブロード・チャンネル駅より北側に、線路が追加された。この線路は当初の線路の西側に2マイル弱にわたって伸びており、設備の試験に用いられている。当初の線路の東側にある線路は、ロッカウェイ・パーク・シャトルの列車折返し用に用いられており、標準的な長さの列車とほぼ同じ長さがある。この折返し線により、従来のハワード・ビーチ-JFKエアポート駅やユークリッド・アベニュー駅まで行って折り返していたのに比べてはるかに速く折り返しができるようになった。
ハワード・ビーチ駅からロッカウェイ半島にかけての線路は、ハリケーン・サンディにより大きな被害を受け、数か月に渡って不通となった。2012年11月20日に、ファー・ロッカウェイ-モット・アベニュー駅とビーチ90丁目駅を結ぶ無料のH系統の運行が開始され、2013年5月30日にすべての運行が再開された。

## 駅一覧
| 凡例                                    | 凡例                         |
| --------------------------------------- | ---------------------------- |
| Stops all times                         | 終日停車                     |
| Stops rush hours in peak direction only | ラッシュ時の混雑方向のみ停車 |
| 時間帯詳細                              |                              |

| 所在地 （おおよその位置） | バリアフリー・アクセス                 | 駅                                          | プラットホーム                         | 開業日                                 | 乗換・備考                                     |
| --- | -------------------------------------- | ------------------------------------------- | -------------------------------------- | -------------------------------------- | ---------------------------------------------- |
| オーゾーン・パーク | INDフルトン・ストリート線から分岐 (A ) | INDフルトン・ストリート線から分岐 (A )      | INDフルトン・ストリート線から分岐 (A ) | INDフルトン・ストリート線から分岐 (A ) | INDフルトン・ストリート線から分岐 (A )         |
| オーゾーン・パーク | バリアフリー・アクセス                 | アケダクト競馬場駅                          | A (北行のみ)                           | 1956年6月28日                          | 北行列車のみ停車                               |
| オーゾーン・パーク |                                        | アケダクト-ノース・コンジット・アベニュー駅 | A                                      | 1956年6月28日                          |                                                |
| ハワード・ビーチ | バリアフリー・アクセス                 | ハワード・ビーチ-JFKエアポート駅            | A                                      | 1956年6月28日                          | エアトレインJFK連絡                            |
| ブロード・チャンネル |                                        | ブロード・チャンネル駅                      | A SR                                   | 1956年6月28日                          |                                                |
| ハンメルズ三角線 ファー・ロッカウェイ支線 (A ) とロッカウェイ・パーク支線 (A SR ) を分岐 2本の支線間の連絡線もあるが定期運行なし |                                        |                                             |                                        |                                        |                                                |
| |                                        |                                             |                                        |                                        |                                                |
| ファー・ロッカウェイ支線 |                                        |                                             |                                        |                                        |                                                |
| アーバーン |                                        | ビーチ67丁目駅                              | A                                      | 1956年6月28日                          |                                                |
| アーバーン |                                        | ビーチ60丁目駅                              | A                                      | 1956年6月28日                          |                                                |
| エッジミア |                                        | ビーチ44丁目駅                              | A                                      | 1956年6月28日                          |                                                |
| エッジミア |                                        | ビーチ36丁目駅                              | A                                      | 1956年6月28日                          |                                                |
| ファー・ロッカウェイ |                                        | ビーチ25丁目駅                              | A                                      | 1956年6月28日                          |                                                |
| ファー・ロッカウェイ | バリアフリー・アクセス                 | ファー・ロッカウェイ-モット・アベニュー駅   | A                                      | 1958年1月16日                          | ロングアイランド鉄道ファー・ロッカウェイ駅連絡 |
| |                                        |                                             |                                        |                                        |                                                |
| ロッカウェイ・パーク支線 |                                        |                                             |                                        |                                        |                                                |
| ロッカウェイ・ビーチ |                                        | ビーチ90丁目駅                              | A SR                                   | 1956年6月28日                          |                                                |
| ロッカウェイ・ビーチ |                                        | ビーチ98丁目駅                              | A SR                                   | 1956年6月28日                          |                                                |
| ロッカウェイ・パーク |                                        | ビーチ105丁目駅                             | A SR                                   | 1956年6月28日                          |                                                |
| ロッカウェイ・パーク | バリアフリー・アクセス                 | ロッカウェイ・パーク-ビーチ116丁目駅        | A SR                                   | 1956年6月28日                          |                                                |